# Espace symétrique
En mathématiques, et plus spécifiquement en géométrie différentielle, un espace symétrique est une variété, espace courbe sur lequel on peut définir une généralisation convenable de la notion de symétrie centrale. La définition précise de la notion d'espace symétrique dépend du type de structure dont on munit la variété. Le plus couramment, on entend par espace symétrique une variété munie d'une métrique riemannienne pour laquelle l'application de symétrie le long des géodésiques constitue une isométrie.
Il est intéressant de considérer la notion plus large d'espace localement symétrique (lorsque les symétries géodésiques, définies localement, sont des isométries locales). En effet, ce sont aussi les variétés riemanniennes pour lesquelles le tenseur de Riemann a une dérivée covariante nulle. Cette condition généralise celle d'« espace à courbure constante (en) » et ne doit pas être confondue avec elle (puisque pour ces dernières c'est la courbure sectionnelle qui est constante). 
Les espaces symétriques possèdent encore d'autres caractérisations remarquables. Ce sont notamment des espaces homogènes, quotients de groupes de Lie. Ils ont été introduits et classifiés par Élie Cartan dans les années 1920. 
Les espaces symétriques constituent un cadre naturel pour généraliser l'analyse harmonique classique sur les sphères.
Dans une acception plus large, un espace symétrique est une variété différentielle munie, en chaque point, d'une involution dont ce point est un point fixe isolé, et vérifiant certaines conditions. Lorsqu'il n'y pas de risque de confusion, les espaces riemanniens symétriques sont simplement appelés espaces symétriques. 
Les espaces à courbure constante, la plupart des espaces homogènes usuels de la géométrie différentielle sont soit des espaces symétriques (riemanniens ou non) soit ce que l'on appelle variétés de drapeaux généralisées (généralisation des espaces projectifs, des grassmanniennes, des quadriques projectives).

## Espaces riemanniens symétriques

### Caractère localement symétrique

L'application exponentielle en un point d'une sphère ; la symétrie géodésique consiste à prendre l'image d'un vecteur et de son opposé.

En géométrie riemannienne, une variété riemannienne (M,g) possède une connexion canonique : la connexion de Levi-Civita, qui permet de dériver les tenseurs de tous ordres. Au voisinage de chaque point x, on peut considérer l'application de symétrie géodésique {\displaystyle \sigma _{x}} qui fait se correspondre deux points de coordonnées opposées dans la carte exponentielle. A priori elle n'est définie que de façon locale (tant que les géodésiques existent de part et d'autre).
La variété est dite localement symétrique  lorsque l'une des deux propriétés équivalentes suivantes est vérifiée :
- le tenseur de courbure est parallèle, c'est-à-dire de dérivée covariante nulle {\displaystyle \nabla R=0}.
- ou encore, pour chaque point x, {\displaystyle \sigma _{x}}  est une isométrie locale[1]

On peut donner une justification schématique de l'équivalence. D'une part, si la symétrie géodésique est une isométrie, elle change {\displaystyle \nabla R} en son opposé puisque c'est un tenseur de rang 5, et d'autre part elle le conserve puisque c'est un invariant riemannien. Il est donc nul. Réciproquement, si cette dérivée est nulle, on peut en déduire l'équation d'évolution des champs de Jacobi le long de la géodésique : ils sont de norme constante et on en déduit le caractère isométrique de {\displaystyle \sigma _{x}},.

### Caractère symétrique
Lorsque la variété est complète, par le théorème de Hopf-Rinow, chaque application exponentielle, et donc chaque symétrie géodésique, est définie globalement. On appelle espace symétrique une variété riemannienne localement symétrique, complète et telle que les symétries géodésiques sont des isométries (cette fois au sens global). 
De manière équivalente, une variété riemannienne (M,g) est dite symétrique lorsque, pour tout point x de M, il existe une isométrie {\displaystyle \sigma _{x}:M\to M} vérifiant :
- {\displaystyle \sigma _{x}(x)=x} ;
- {\displaystyle d\sigma _{x}(x)=-Id}.

Cette isométrie {\displaystyle \sigma _{x}} est appelée l'involution en x. Il existe alors une et une unique symétrie convenable en x : on retrouve la symétrie géodésique.
Une variété localement symétrique, complète et simplement connexe est symétrique. Pour autant, il existe des espaces localement symétriques qui ne sont pas inclus dans un espace symétrique (même avec l'hypothèse de simple connexité) : c'est un phénomène qu'on observe déjà dans le cas des espaces à courbure constante, par exemple en prenant le revêtement universel d'une sphère à laquelle on a ôté deux points antipodaux.

Parmi les premiers exemples d'espaces symétriques ou localement symétriques on peut citer
- les espaces à courbure (sectionnelle) constante, qui sont localement symétriques.
- L'espace euclidien, la sphère canonique, l'espace projectif réel ou l'espace projectif complexe muni de la métrique de Fubini-Study sont des espaces symétriques[5].
- Les espaces lenticulaires L(q,p) avec q>2 sont localement symétriques, non symétriques[6].

### Homogénéité
Tout espace symétrique est une variété riemannienne homogène, c'est-à-dire que le groupe des isométries agit de façon transitive. On peut préciser les choses et même donner une caractérisation des espaces homogènes ainsi obtenus : 
- on note G le sous-groupe du groupe des isométries de M engendré par les différentes symétries géodésiques ; il agit bien de façon transitive
- et H le stabilisateur d'un point m quelconque de la variété, de sorte que {\displaystyle M=G/H}
- l'opération de conjugaison {\displaystyle g\mapsto \sigma _{m}\circ g\circ \sigma _{m}} constitue alors un automorphisme involutif de G laissant les points de H fixes

Caractérisation des espaces symétriques comme espaces homogènes — La variété M est symétrique si et seulement si elle vérifie les propriétés suivantes :
- elle s'écrit comme le quotient {\displaystyle M=G/H} d'un groupe de Lie connexe par un sous-groupe compact H, la métrique sur {\displaystyle G/H} étant invariante par G ;
- et il existe un automorphisme involutif de G dont l'ensemble des points fixes vérifie {\displaystyle S_{e}\subset H\subset S}, en notant {\displaystyle S_{e}} la composante connexe de l'identité.

L'intérêt d'une telle description est de fournir des contraintes très fortes sur les algèbres de Lie associées, qui se répercutera ensuite sur les groupes de Lie et permettra leur classification. En effet, la différentielle de l'involution σ admet deux espaces propres ; le premier est l'algèbre de H et le second s'identifie à l'espace tangent à la variété : 
{\displaystyle {\mathfrak {g}}={\mathfrak {h}}\oplus {\mathfrak {m}}}
et le lien entre H et les points fixes donne
{\displaystyle [{\mathfrak {h}},{\mathfrak {m}}]\subset {\mathfrak {m}},\qquad [{\mathfrak {m}},{\mathfrak {m}}]\subset {\mathfrak {h}}}

### Principes de classification et propriétés géométriques
Un premier résultat de classification concerne les algèbres de Lie vérifiant les contraintes énoncées au paragraphe précédent, mais il est remarquable qu'on puisse aboutir à une classification complète des espaces symétriques eux-mêmes. Pour cela on distingue les espaces symétriques irréductibles, c'est-à-dire dont le groupe d'holonomie restreint est irréductible. Il existe un résultat de décomposition local de tout espace symétrique en produit d'espaces symétriques irréductibles.
Pour bénéficier d'un résultat global, on ajoute une hypothèse de simple connexité pour l'espace symétrique : il se décompose alors de façon unique comme produit d'espaces symétriques irréductibles. En fait, quitte à considérer le revêtement universel d'un espace symétrique, on peut toujours se ramener à la situation de simple connexité. Ceci explique que la classification porte sur les espaces symétriques irréductibles et simplement connexes, situation qu'on examine dorénavant.
Un invariant important apparaît, le rang, qui peut être décrit
- au niveau de l'espace tangent (algèbre de Lie) comme la dimension des sous-algèbres de Cartan, c'est-à-dire les sous-algèbres maximales de {\displaystyle {\mathfrak {m}}} pour lesquelles le crochet est nul[9],
- puis en passant au niveau de l'espace homogène par application de l'exponentielle, comme la dimension de sous-variétés plates, totalement géodésiques, de dimension maximale (concrètement un tore plat ou un espace euclidien). Tout vecteur tangent s'inscrit dans une telle variété,

et en outre ces espaces remarquables sont conjugués sous l'action de H.
De nombreuses questions de géométrie sont alors complètement résolues (contrairement à ce qui se passe dans le cas de espaces riemanniens homogènes en général) : on sait décrire le groupe d'holonomie, le comportement des géodésiques est celui des géodésiques de l'espace euclidien ou du tore (soit dense, soit périodique).

### Classification des espaces riemanniens symétriques
On classifie en général les espaces symétriques irréductibles simplement connexes en quatre types, qui vérifient en outre une forme de dualité associant les types I et III d'une part, II et IV d'autre part. Topologiquement, les espaces de type I et II sont compacts, alors que ceux de type III et IV sont non compacts, difféomorphes à l'espace euclidien.

#### Espaces de type II et IV
Les solutions du type II sont en bijection avec les groupes de Lie simples, simplement connexes et compacts G : les groupes classiques (spécial unitaire, spécial orthogonal et symplectique) et les groupes exceptionnels (E6, E7, E8, F4 et G2). Leur structure globale est en effet entièrement déterminée par G, puisque l'on a 
{\displaystyle G=M\times M,\qquad H=\{(m,m),m\in M\},\qquad \sigma :(m_{1},m_{2})\mapsto (m_{2},m_{1})}
Dans ce cas le rang est celui du groupe de Lie associé.
Les espaces symétriques de type IV, de type non compact, s'obtiennent par complexification de ces mêmes groupes de Lie et quotient par un sous-groupe compact maximal. Il y a notamment ceux qui sont issus des groupes classiques :
- {\displaystyle \mathrm {SL} (n,\mathbb {C} )/\mathrm {SU} (n)}
- {\displaystyle \mathrm {Sp} (n,\mathbb {C} )/\mathrm {Sp} (n)}
- {\displaystyle \mathrm {SO} (n,\mathbb {C} )/\mathrm {SO} (n)}

#### Espaces de type I
Voici les espaces riemanniens symétriques irréductibles simplement connexes de type compact dont le groupe est classique
| Notation | G                                    | H                                                                     | Dimension                                | Rang                                           | Interprétation géométrique                                                                                                |
| -------- | ------------------------------------ | --------------------------------------------------------------------- | ---------------------------------------- | ---------------------------------------------- | --- |
| AI       | {\displaystyle \mathrm {SU} (n)\,}   | {\displaystyle \mathrm {SO} (n)\,}                                    | {\displaystyle {\frac {1}{2}}(n-1)(n+2)} | n − 1                                          | Ensemble des structures réelles sur {\displaystyle \mathbb {C} ^{n}} laissant le déterminant invariant                    |
| AII      | {\displaystyle \mathrm {SU} (2n)\,}  | {\displaystyle \mathrm {Sp} (n)\,}                                    | {\displaystyle (n-1)(2n+1)}              | {\displaystyle n-1}                            | Ensemble des structures quaternioniques {\displaystyle \mathbb {C} ^{2n}} compatibles avec la métrique hermitienne        |
| AIII     | {\displaystyle \mathrm {SU} (p+q)\,} | {\displaystyle \mathrm {S} (\mathrm {U} (p)\times \mathrm {U} (q))\,} | {\displaystyle 2pq}                      | min(p,q)                                       | Grassmannienne des sous-espaces vectoriels complexes de dimension p dans {\displaystyle \mathbb {C} ^{p+q}}               |
| BDI      | {\displaystyle \mathrm {SO} (p+q)\,} | {\displaystyle \mathrm {SO} (p)\times \mathrm {SO} (q)\,}             | {\displaystyle pq}                       | min(p,q)                                       | Grassmannienne des sous-espaces vectoriels réels de dimension p dans {\displaystyle \mathbb {R} ^{p+q}}                   |
| DIII     | {\displaystyle \mathrm {SO} (2n)\,}  | {\displaystyle \mathrm {U} (n)\,}                                     | {\displaystyle n(n-1)}                   | {\displaystyle \lfloor {\frac {n}{2}}\rfloor } | Espace des structures complexes (en) sur {\displaystyle \mathbb {R} ^{2n}} compatibles avec le produit scalaire euclidien |
| CI       | {\displaystyle \mathrm {Sp} (n)\,}   | {\displaystyle \mathrm {U} (n)\,}                                     | {\displaystyle n(n+1)}                   | n                                              | Espace des structures complexes sur {\displaystyle \mathbb {H} ^{n}}                                                      |
| CII      | {\displaystyle \mathrm {Sp} (p+q)\,} | {\displaystyle \mathrm {Sp} (p)\times \mathrm {Sp} (q)\,}             | {\displaystyle 4pq}                      | min(p,q)                                       | Grassmannienne des sous-espaces quaternioniques de dimension p dans {\displaystyle \mathbb {H} ^{p+q}}                    |

Bien entendu, chaque grassmannienne admet pour cas particulier l'espace projectif (réel, complexe ou quaternionique) quand p est égal à 1.
Outre ces familles il existe aussi des solutions exceptionnelles, toujours associées aux groupes de Lie E6, E7, E8, F4 et G2.

#### Espaces de type III
Voici les espaces riemanniens symétriques de type III dont le groupe est classique : en reprenant la notation du tableau précédent, ils ont même rang et même dimension que l'espace de type I correspondant
- type AI : {\displaystyle \mathrm {SL} (n,\mathbb {R} )/\mathrm {SO} (n)}
- type AII : {\displaystyle \mathrm {SL} (n,\mathbb {H} )/\mathrm {Sp} (n)}
- type AIII : {\displaystyle \mathrm {SU} (p,q)/\mathrm {S} (\mathrm {U} (p)\times \mathrm {U} (q))}
- type BDI : {\displaystyle \mathrm {SO} _{0}(p,q)/(\mathrm {SO} (p)\times \mathrm {SO} (q))}
- type DIII : {\displaystyle \mathrm {SO} (n,\mathbb {H} )/\mathrm {U} (n)}
- type CI : {\displaystyle \mathrm {Sp} (n,\mathbb {R} )/\mathrm {U} (n)}
- type CII : {\displaystyle \mathrm {Sp} (p,q)/(\mathrm {Sp} (p)\times \mathrm {Sp} (q))}

## Espaces hermitiens symétriques

### R-espaces symétriques

#### Classification
Voici la classification des R-espaces symétriques de groupes de Lie classiques. Ils admettent tous une interprétation géométrique simple. Par grassmannienne lagrangienne, il faut ici entendre la variété des sous-espaces vectoriels de dimension n qui sont totalement isotropes, c'est-à-dire sur lesquels les formes s'annulent identiquement. 
- Grassmanniennes réelles, complexes et quaternioniennes d'indices p:
  - U(p + q)/S(U(p) × U(q));
  - SO(p + q)/S(O(p) × O(q));
  - Sp(p + q)/(Sp(p) × Sp(q)).
- Grassmanniennes lagrangiennes de formes quadratiques réelles, hermitiennes complexes et quaternioniennes de signature (n, n) (une des deux composantes connexes dans le cas réel):
  - (SO(n) × SO(n))/SO(n);
  - (U(n) × U(n))/U(n);
  - (Sp(n) × Sp(n))/Sp(n).
- Grassmanniennes lagrangiennes de formes bilinéaires alternées réelles et complexes en dimension 2n:
  - U(n)/O(n);
  - Sp(n)/U(n).
- Grassmanniennes lagrangiennes des formes quadratiques complexes (une des deux composantes connexes en fait) et des formes antihermitiennes quaternioniennes en dimension 2n:
  - SO(2n)/U(n);
  - U(2n)/Sp(n).
- Quadriques projectives propres réelles et complexes:
  - (O(p) × O(q))/(O(1) × O(p - 1) × O(q - 1)).
  - SO(n)/(SO(2) × SO(n - 2)).

Ces interprétations ne sont pas intrinsèques : elles dépendent du système de coordonnées choisis. Par exemple, la grassmannienne d'indice p d'un espace vectoriel réel n'est pas intrinsèquement un espace symétrique, mais le devient si l'espace vectoriel est muni d'un produit scalaire euclidien.

## Espaces symétriques généraux

### Classification des espaces symétriques simples
Il y a (localement) 54 familles d'espaces symétriques simples de groupes de Lie classiques simples. Il y a d'abord dix familles d'espaces symétriques simples complexes (de la forme G/H, où G et H sont des groupes de Lie complexes), et les versions réelles de ces espaces symétriques complexes. Chacun des dix tableaux correspond à une famille d'espaces symétriques complexes, et la première ligne est celle de l'espace symétrique complexe correspondant. Lorsqu'il y a deux colonnes dans un tableau, la première est celle d'espaces symétriques simples, et la seconde est celle d'espaces symétriques « réductifs » liés à ceux de la première colonne : ils ont une interprétation géométrique parfois plus simple. Notons que l'espace symétrique de la seconde colonne peut être canoniquement isomorphe à celui de la première colonne.
| SL(n, C)              | GL(n, C)             |
| SL(n, R)              | GL(n, R)             |
| SL(n, H)              | GL(n, H)             |
| SU(p, q)              | U(p, q)              |
| SL(n, C)/SL(n, R)     | GL(n, C)/GL(n, R)    |
| SL(2n, C)/SL(n, H)    | GL(2n, C)/GL(n, H)   |
| SL(p + q, C)/SU(p, q) | GL(p + q, C)/U(p, q) |

| SL(n, C)/SO(n, C)    | GL(n, C)/O(n, C)    |
| SU(p, q)/SO(p, q)    | U(p, q)/O(p, q)     |
| SL(p + q, R)/SO(p,q) | GL(p + q, R)/O(p,q) |
| SL(n, H)/O(n, H)     | GL(n, H)/O(n, H)    |
| U(n, n)/O(n, H)      | -                   |

| SL(2n, C)/Sp(2n, C)   | GL(2n, C)/Sp(2n, C)   |
| SL(2n, R)/Sp(2n, R)   | GL(2n, C)/Sp(2n, R)   |
| SL(p + q, H)/Sp(p, q) | GL(p + q, H)/Sp(p, q) |
| SU(n, n)/Sp(2n, R)    | U(n, n)/Sp(2n, R)     |
| SU(2p, 2q)/Sp(p, q)   | U(2p, 2q)/Sp(p, q)    |

| SL(p + q, C)/S(GL(p, C) × GL(q, C))   | GL(p + q, C)/(GL(p, C) × GL(q, C))  |
| SL(p + q, R)/S(GL(p, R) × GL(q, R))   | GL(p + q, R)/(GL(p, R) × GL(q, R))  |
| SL(p + q, H)/S(GL(p, H) × GL(q, H))   | GL(p + q, H)/(GL(p, H) × GL(q, H))  |
| SU(n, n)/GL±(n, C)                    | U(n, n)/GL(n, C)                    |
| SU(p + q, r + s)/S(U(p, r) × U(q, s)) | U(p + q, r + s)/(U(p, r) × U(q, s)) |
| SL(2n, R)/SL*(n, C)                   | GL(2n, R)/GL(n, C)                  |
| SL(n, H)/SL*(n, C)                    | GL(n, H)/GL(n, C)                   |

| SO(n, C)              | O(n, C)             |
| SO0(p, q)             | O(p, q)             |
| O(n, H)               | -                   |
| SO(p + q, C)/SO(p, q) | O(p + q, C)/O(p, q) |
| SO(2n, C)/O(n, H)     | O(2n, C)/O(n, H)    |

| SO(p + q, C)/S(O(p, C) × O(q, C))     | O(p + q, C)/(O(p, C) × O(q, C))     |
| SO(p + q, r + s)/S(O(p, r) × O(q, s)) | O(p + q, r + s)/(O(p, r) × O(q, s)) |
| O(p + q, H)/(O(p, H) × O(q, H))       | -                                   |
| SO0(n, n)/O(n, C)                     | O(n, n)/O(n, C)                     |
| O(n, H)/O(n, C)                       | -                                   |

| SO(2n, C)/GL(n, C)  | O(2n, C)/GL(n, C) |
| SO0(n, n)/GL+(n, R) | O0(n, n)/GL(n, R) |
| O(2n, H)/GL(n, H)   | -                 |
| SO0(2p, 2q)/U(p, q) | O(2p, 2q)/U(p, q) |
| O(p + q, H)/U(p, q) | -                 |

| Sp(2n, C)                |
| Sp(2n, R)                |
| Sp(p, q)                 |
| Sp(2n, C)/Sp(2n, R)      |
| Sp(2p + 2q, C))/Sp(p, q) |

| Sp(2p + 2q, C)/(Sp(2p, C) × Sp(2q, C)  |
| Sp(2p + 2q, R)/(Sp(2p, R) × Sp(2q, R)  |
| Sp(p + q, r + s)/(Sp(p, r) × Sp(q, s)) |
| Sp(4n)/Sp(2n, C)                       |
| Sp(n, n)/Sp(2n, C)                     |

| Sp(2n, C)/GL(n, C)     |
| Sp(2n, R)/GL(n, R)     |
| Sp(n, n)/GL(n, H)      |
| Sp(2p + 2q, R)/U(p, q) |
| Sp(p + q)/U(p, q)      |

## Historique
La théorie et la classification des espaces riemanniens symétriques sont l'œuvre d'Élie Cartan. La classification des espaces symétriques semi-simples non compacts est due à Marcel Berger.

### Articles
- M. Berger, Sur les groupes d'holonomie des variétés riemanniennes non symétriques, 1953.
- M. Berger, Structure et classification des espaces homogènes symétriques à groupe d'isométrie semi-simple, 1955.
- M. Berger, Les espaces symétriques non compacts, 1957.
- M. Berger, Sur quelques variétés d'Einstein compactes, 1962.

### Livres
- (en) Arthur Besse, Einstein manifolds, coll. « Ergebnisse der Mathematik und ihrer Grenzgebiete », 1987 (ISBN 0-387-15279-2), notamment chapitre 10 section G.
- (en) S. Helgason (de), Differential geometry, Lie groups, and symmetric spaces,  Academic Press, 1978  (ISBN 0-8218-2848-7). Le livre de référence sur les espaces symétriques.